# Чески Крумлов (окръг)
Окръг Чески Крумлов (на чешки: Okres Český Krumlov) е един от 7-те окръга на Южночешкия край на Чехия. Административен център е едноименният град Чески Крумлов. Площта на окръга е 1615,03 km², а населението – 61 333 жители (гъстотата на населението е 38,72 души на 1 km²). В окръга има 45 населени места, в това число 6 града и 4 места без право на самоуправление.
Земите в този окръг са били наследствен феод на чешкия род Розенберг, от които са останали много веществени паметници.

## География
Разположен е в южната част на края. Граничи с окръзите Прахатице на северозапад и Ческе Будейовице на североизток. На юг е държавната граница с Австрия.

## Градове и население
Данни за 2009 г.:
| Град                  | Население |
| --------------------- | --------- |
| Чески Крумлов         | 13 890    |
| Каплице               | 7512      |
| Велешин               | 4035      |
| Виши Брод             | 2650      |
| Горни Плана           | 2221      |
| Рожмберк над Вълтавоу | 382       |

| Общо           | Жени             | Мъже             |
| -------------- | ---------------- | ---------------- |
| 62 538 (100 %) | 31 097 (49,72 %) | 31 441 (50,28 %) |

Средна гъстота – 38,72 души на km²; 49,07 % от населението живее в градовете.
Динамика на изменението на броя на жителите на окръга (1961—2009):
| Година         | 1961   | 1970   | 1980   | 1991   | 2001   | 2007   | 2009   |
| -------------- | ------ | ------ | ------ | ------ | ------ | ------ | ------ |
| Населени места | 67     | 49     | 39     | 45     | 46     | 46     | 45     |
| Население      | 48 620 | 49 940 | 55 395 | 57 398 | 59 569 | 60 708 | 62 538 |